# Nummertecken
Nummertecken, namn på tecknet #. Kallas även brädgård, gärdsgård, stege, staket, spjälstaket,  fyrkant, vedstapel, haga, stockhög, grind, fyrtagg, pound, eller hashmark (från engelskan). Nummertecknet har ASCII-koden 35 (0x23 hexadecimalt), och i Unicode har det kodpunkten U+0023. På sociala medier har tecknet en kategoriserande funktion när det används tillsammans med ett sökord/tagg. Detta blir då en hashtag eller hashtagg.

## Användning

### Telefoni
Moderna telefoner har knappsatser med bland annat ett nummertecken, som i detta sammanhang kallas fyrkant. Det används för att skicka ickenumeriska kommandon till telefonväxlar. Ofta används nummertecknet för att avsluta nummersekvenser som matats in.

### Notskrift
Ett liknande tecken (♯) används i notskrift, där det kallas korsförtecken eller bara kors, för att markera ett halvt tonstegs höjning av noters normala tonvärden. Placerat i vänstermarginalen är det ett fast tecken (gäller alla noter på samma notlinje notraden ut), medan tillfälligt tecken är placerat omedelbart till vänster om en enskild ton, som då avviker från gällande tonart.
Korsförtecknet har en särskild placering i Unicode-uppsättningen: U+266F (Music Sharp Sign).
I regel har korsförtecknet,  ♯ , mer lutande vågräta linjer än nummertecknet, #. Korsförtecknet behöver synas mot de vågräta notskriftslinjerna.

### Kartsymbol
Symboliserar oftast brädgård.

### Datalogi
Nummertecknet används i många programspråk som inledningen till en radslutskommentar. Programspråkets kompilator eller interpretator ignorerar då samtliga tecken inklusive nummertecknet fram till nästa radslut. I shellscriptet nedan används ett nummertecken för att kommentera ut en del av raden:
```
   echo Dessa ord skrivs ut   # men inte dessa
```

I Unixmiljöer har tvåteckenssekvensen '#!' (nummertecken åtföljt av utropstecken) en särskild betydelse om den förekommer som de allra första tecknen i en exekverbar fil. Operativsystemet tolkar då strängen som följer teckensekvensen som namnet på det program som bör användas för att interpretera resten av filen. Exemplet ovan kan kompletteras för att uttrycka att det scriptet är avsett att exekveras av standardprogrammet '/bin/sh':
```
   #!/bin/sh
   echo Dessa ord skrivs ut   # men inte dessa
```

Märk att när /bin/sh startar och börjar läsa scriptet tolkas hela den första raden som en kommentar. Eftersom teckensekvensen först kom att användas i samband med shellscript kallas den ibland shebang, en sammanslagning av engelska orden shell och bang (det senare ett vanligt engelskt alternativnamn för utropstecken). Den kallas också hash-bang, där hash är ett engelskt namn för #.
I programspråket C och dess efterföljare C++ och C# tolkas ett nummertecken som första icke-blanka tecken på en rad som början av ett preprocessordirektiv, som till exempel #include- eller #if-direktiven.

### Nummersymbol
I amerikansk engelska kan tecknet # används i betydelsen nummer. Exempelvis #5 läses som nummer fem.

### "Pundtecken"
I brittisk och australiensisk engelska kallas nummertecknet hash. Amerikansk engelska  betecknar tecknet pound sign och används ofta i USA som förkortning för viktenheten pound(s) ("pund"), men bara om tecknet förekommer efter ett tal. "23#" utläses alltså "23 pounds" men "#23" utläses "number 23". Dessutom används pound sign om tangenten # på telefoner, som man kan uppmanas att trycka på om man ringer till USA. Detta gäller i viss mån i Kanada också. I resten av världen betyder "pundtecken" tecknet '£'.

### På sociala medier
På sociala medier används nummertecknet för att kategorisera inlägg och göra dem sökbara genom att lägga till ett nummertecken följt av ett sökord i inlägget, till exempel #politik, #semester. Nummertecknet kallas då i kombination med ett sökord för hashtag.